# شاهد حسين بهتي
شاهد حسين بهتي (بالإنجليزية: Shahid Hussain Bhatti)‏ سياسي من باكستان. ينتمي إلى الرابطة الإسلامية الباكستانية. تولى منصب عضو الدورة ال 14 في الجمعية الوطنية في باكستان (منذ 16 سبتمبر 2013).